# Stereum obliquum
Stereum obliquum är en svampart som beskrevs av Mont. & Berk. 1844. Stereum obliquum ingår i släktet Stereum och familjen Stereaceae.   Inga underarter finns listade i Catalogue of Life.